# Michał Pokrywka
Michał Pokrywka (ur. 6 czerwca 1985) – polski judoka i trener judo.
Były zawodnik klubów: AZS OŚ Poznań (1999), PKS Olimpia Poznań (2000-2007). Brązowy medalista mistrzostw Europy juniorów 2004. Dwukrotny brązowy medalista mistrzostw Polski seniorów (2005, 2007) w kategorii ponad 100 kg. Ponadto m.in. dwukrotny młodzieżowy mistrz Polski (2005, 2006) i trzykrotny mistrz Polski juniorów (2003, 2004, 2005). Absolwent Wyższej Szkoły Pedagogiki i Administracji w Poznaniu. Trener judo w PKS Olimpia Poznań.